# Tombés du ciel (film, 1919)
Pour les articles homonymes, voir Tombés du ciel.

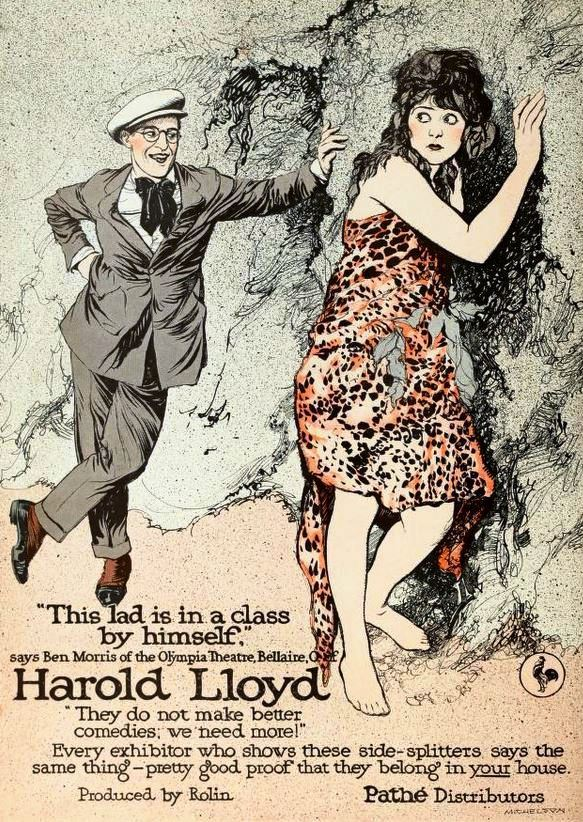
Annonce pour le film dans le magazine Moving Picture World.

Tombés du ciel (Just Dropped In) est un film américain réalisé par Hal Roach et sorti en 1919.

## Fiche technique
- Titre original : Just Dropped In
- Réalisation : Hal Roach
- Producteur : Hal Roach
- Production : Rolin Films
- Durée : 1 bobine[1]
- Dates de sortie : 
  - États-Unis : 13 avril 1919
  - France : 24 février 1924

## Distribution

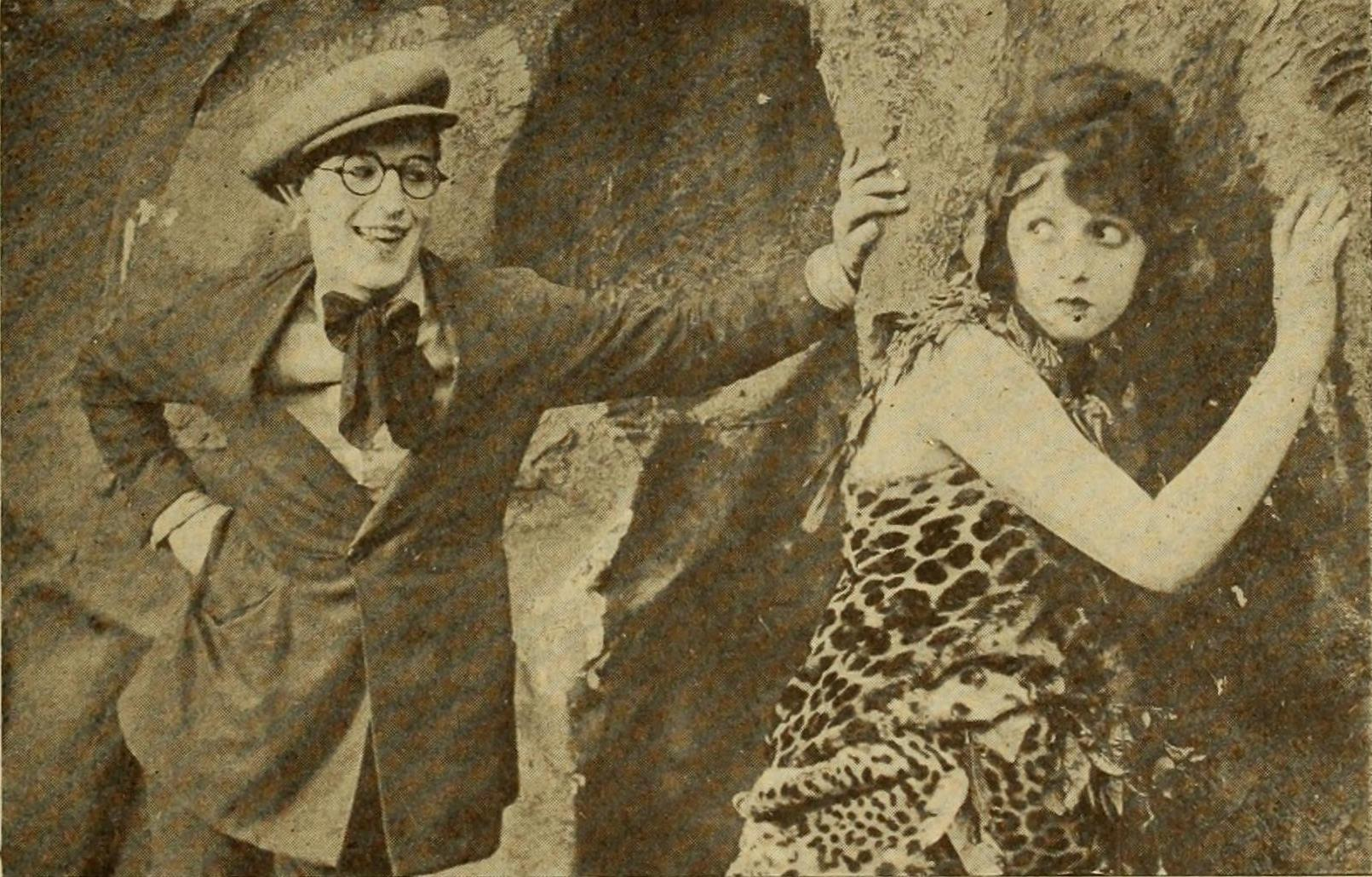
Harold Lloyd et Bebe Daniels dans le film.

- Harold Lloyd
- Snub Pollard
- Bebe Daniels
- Mildred Forbes
- Estelle Harrison
- Wallace Howe
- Margaret Joslin
- Belle Mitchell
- William Petterson
- Noah Young